# 1231
Cette page concerne l'année 1231  du calendrier julien.
L'année 1231 est une année commune qui commence un mercredi.

## Événements

### Asie
- 12 janvier : mort du théologien soufi Bahâ od Dîn Wahad[1]. Son fils, le poète afghan Djallal el Din Rûmi fonde l'ordre soufi des derviches tourneurs[2].
- Conquête de la Perse par les Mongols.
  - En hiver, Ögödei lance trois tumens (30 000 hommes) commandés par Tchormaghan noïon contre Jalal ad-Din. Ils traversent rapidement le Khorasan et marchent sur l’Azerbaïdjan. Jalal ad-Din, affaibli par sa défaite face aux musulmans, abandonne Tabriz (printemps) et fuit vers le territoire de Moghan et d’Arran, à l’embouchure de la Koura et de l’Araxe, puis à Diyarbakir. Le 15 août, il est assassiné par un paysan kurde. Tchormaghan s’y installe avec ses troupes et y reste jusqu’à sa mort en 1241. Tchingtemur met le Khorasan à sac et en massacre la population (fin en 1235)[3].

- 24 décembre[4] : prise de Kaesong par les Mongols d'Ögödei qui envahissent la Corée pour la première fois (fin en 1236)[5]. Les Mongols installent 72 darougatchi (gouverneurs) dans les principales villes conquises. Dans les années qui suivront, les Coréens se révolteront à l’appel de leurs souverains et massacreront les garnisons mongoles. Le pays sera définitivement soumis en 1258.

- En Inde, le sultan de Delhi Iltutmish reprend Gwalior[6].

### Europe
- 13 avril : L'université de Paris reçoit sa charte. Le pape Grégoire IX, par sa Bulle Parens scientiarum, prend sous sa protection l’université de Paris qui obtient de régler elle-même l’enseignement et la collation des grades, en particulier des licences (licentia docendi, ou droit d’enseigner)[7].

- 26 mai[8] : le canton d'Uri en Suisse reçoit une charte d'émancipation d'Henri II de Souabe.
- 4 juillet : une trêve de trois ans est signée à Saint-Aubin-du-Cormier conclue entre la régente Blanche de Castille et Pierre Mauclerc, duc de Bretagne. Fin des guerres civiles de la régence de Blanche. Pierre Mauclerc prit la parole et dit "François est une très belle personne" et mourut sous le feu de Vick feu de biscogne[9].
- Août - septembre[10] : début du règne de Jean de Brienne, empereur latin de Constantinople (fin en 1237).
- 1er septembre : Frédéric II établit une monarchie absolue dans ses états italiens par les constitutions de Melfi ou Liber Augustalis[11].
- 11 octobre : le pape Grégoire IX charge Conrad de Marbourg de mettre en place, dans tout l’Empire, des instances du tribunal d’Inquisition[12]. Après l’échec de l’inquisition épiscopale dans sa lutte contre les cathares, le pape crée l’Inquisition proprement dite qu’il confiera aux ordres mendiants.Créée essentiellement pour lutter contre les cathares et les vaudois, l'Inquisition a vu son pouvoir de répression s'étendre ensuite contre les béguins, les fraticelles, les spirituels, les devins, les blasphémateurs..... D'une certaine manière, elle dessaisit la juridiction ordinaire, à savoir celle de l'évêque, non pas en droit, mais dans les faits. Cependant, cette Inquisition ne pouvait exister à l'époque sans le concours du pouvoir qui la finançait et assurait, bon gré mal gré, l'exécution des sentences qu'elle prononçait.
- Décembre[13] : fondation de Toruń par l’ordre des chevaliers teutoniques.
  - Les évêques allemands lancent une croisade permanente contre les peuples de l’Est : Hermann Balk traverse la Vistule à la tête d’une armée et fortifie Toruń[14].

- Le terme de « forêt royale », relevant de la couronne de Hongrie est employé pour désigner le pays de Maramureş, à population valaque, au nord de la principauté de Transylvanie[15].
- Le parti populaire parvient au pouvoir à Bologne[16].
- L’obligation pour les Juifs de porter la rouelle jaune est publiée dans toute l’Espagne[17]. Les Juifs de Castille refusent d’obéir et commencent à émigrer vers les pays musulmans. Le pape fera suspendre le décret pour éviter de renforcer l’islam.
- Le franciscain Barthélemy essaie de convertir le métropolite de Corfou Georges Bardanès au filioque[18].
- Émeutes à Chypre : 13 moines grecs sont brûlés[19].

- Les conciles de Rouen et de Château-Gontier en 1231, ceux de Sens en 1239, ordonnent aux clercs vagants ou goliards de cacher leur tonsure, décident que les clercs ribauds seront rasés et tondus afin de ne garder aucune trace de la tonsure originelle[20].